# 深山運送
深山運送有限会社（ふかやまうんそう）は三重県名張市に本社を置く貨物輸送及びバス事業を展開する会社である。

## 貸切バス
- 同社の貸切バスは「名張Fバス」（なばりエフバス）の愛称で呼ばれている。

## 乗合バス

### 名張市「ほっとバス錦」
ほっとバス錦運営協議会より運行受託。
運行区間
- 名張駅東口（ - ふれあい） - イオン前 - 上黒田 - 安部田 - 矢川三叉路 - 竜口 - 大和龍口
★：「ふれあい」停留所は毎週水曜日のみ乗り入れ。

運行日
- 祝祭日・年末年始期間（12月29日 - 翌年1月3日）を除く平日のみ。

運賃
- 初乗り100円（以降、距離により100円ずつ加算）
★：前売りチケット（100円券×10枚綴り）を利用する必要がある。

沿革
- 2008年4月 - 運行開始。

## 車両
- 日産ディーゼル・RN（ほっとバス錦用）